# Style Empire

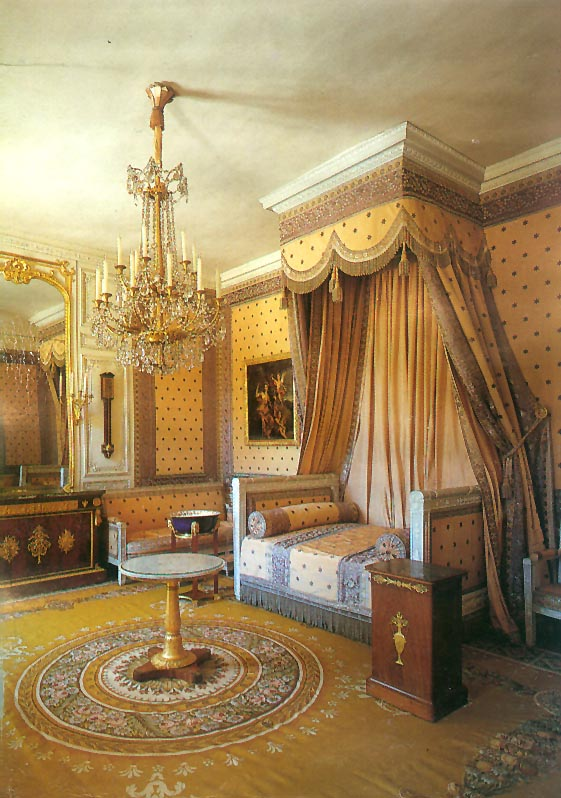
Versailles, Grand Trianon,
chambre de Napoléon Ier.

Le style Empire est un style d'ameublement et de décoration en vogue de 1803 à 1821 en France. Il succède au style Directoire et précède le style Restauration. Conçu par les architectes Charles Percier et Pierre Fontaine, il prend son essor sous les directives de Napoléon Ier, et perdure après son abdication. Par extension il désigne aussi des œuvres architecturales, dont les monuments impériaux, et l'art de propagande produit sous Napoléon Ier en peinture et en sculpture. 

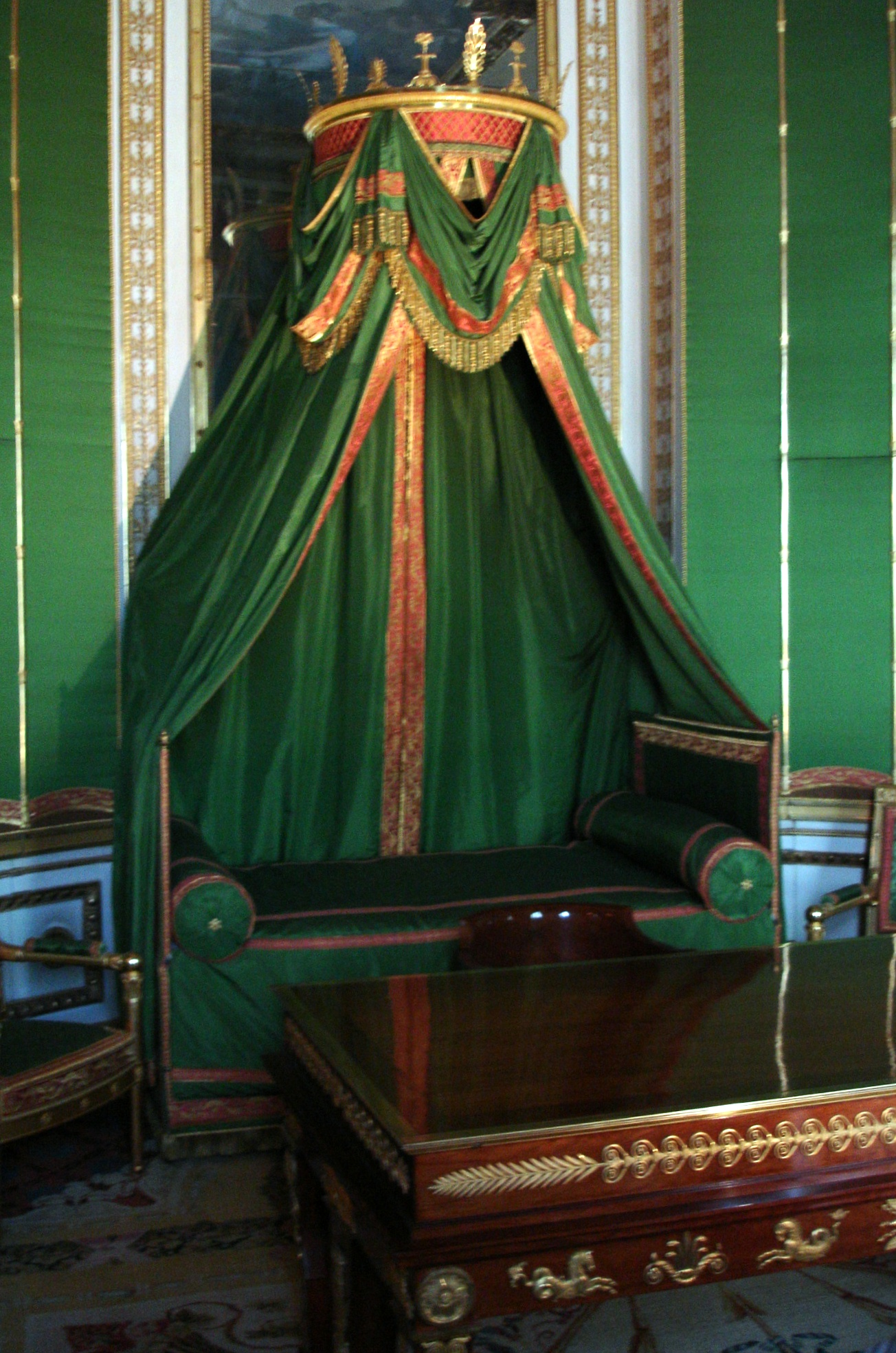
Fontainebleau,
chambre de Napoléon Ier.

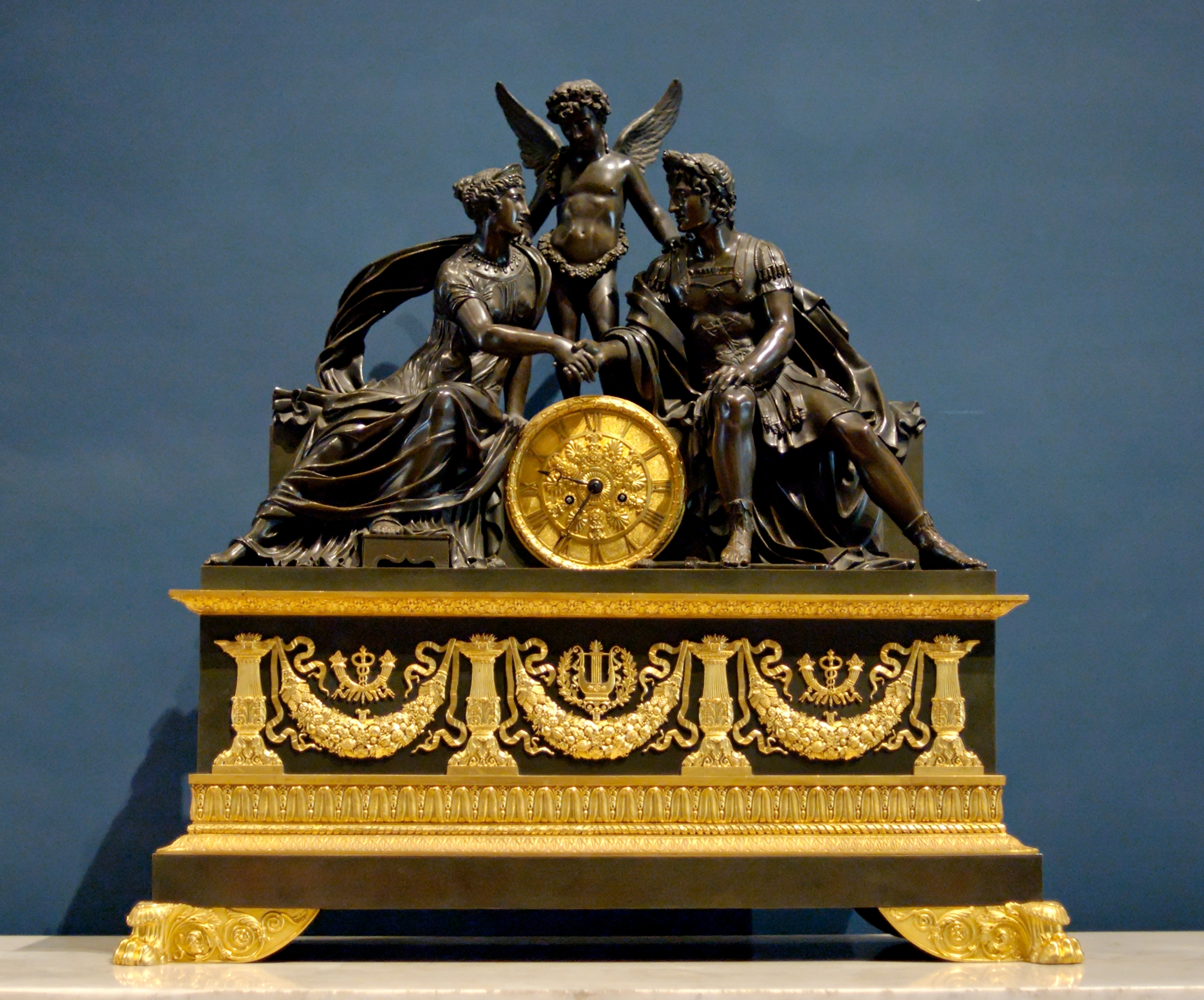
Horloge, vers 1810, par Thomire
exposée au Musée du Louvre.

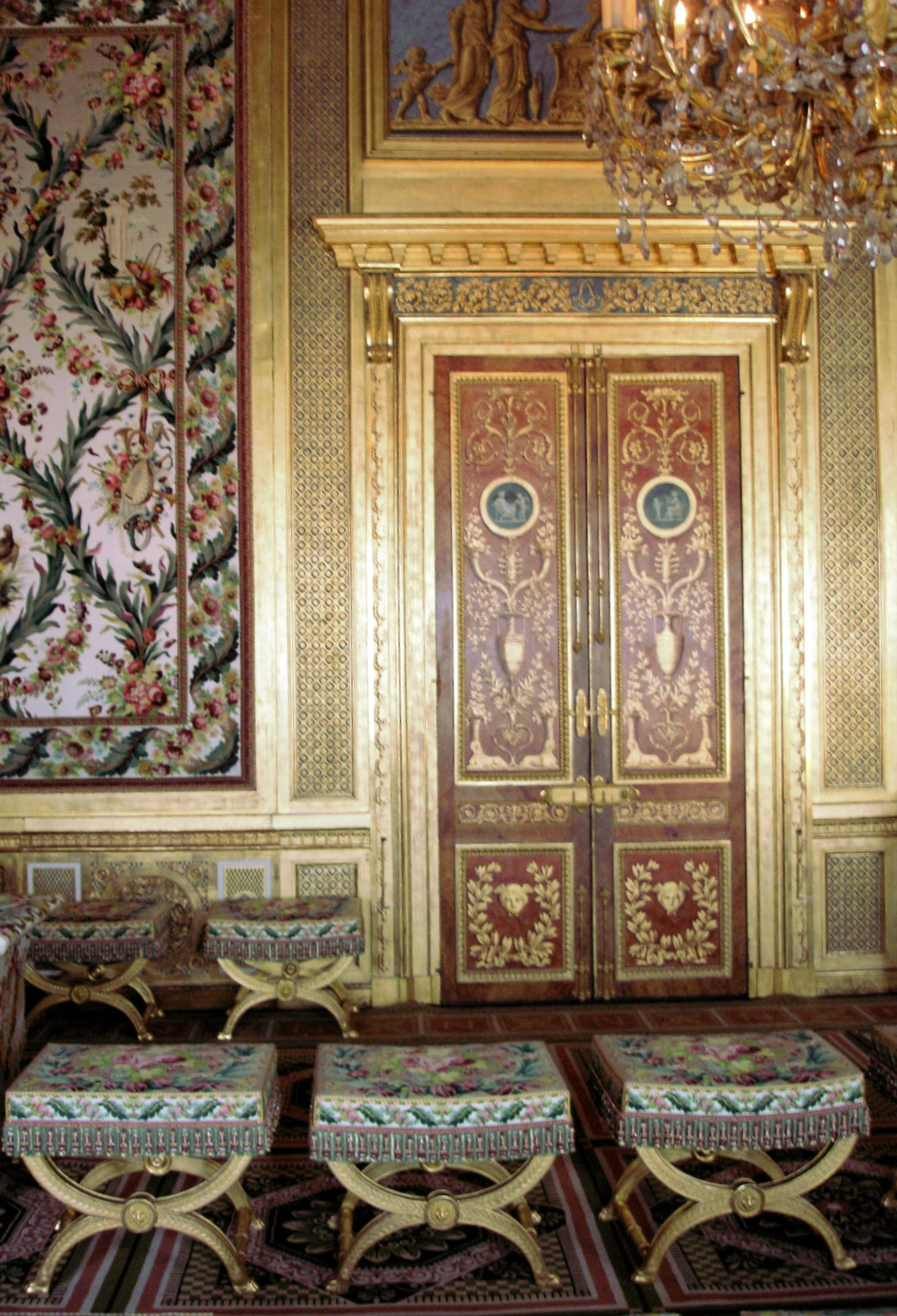
Fontainebleau,
chambre de l'Impératrice.

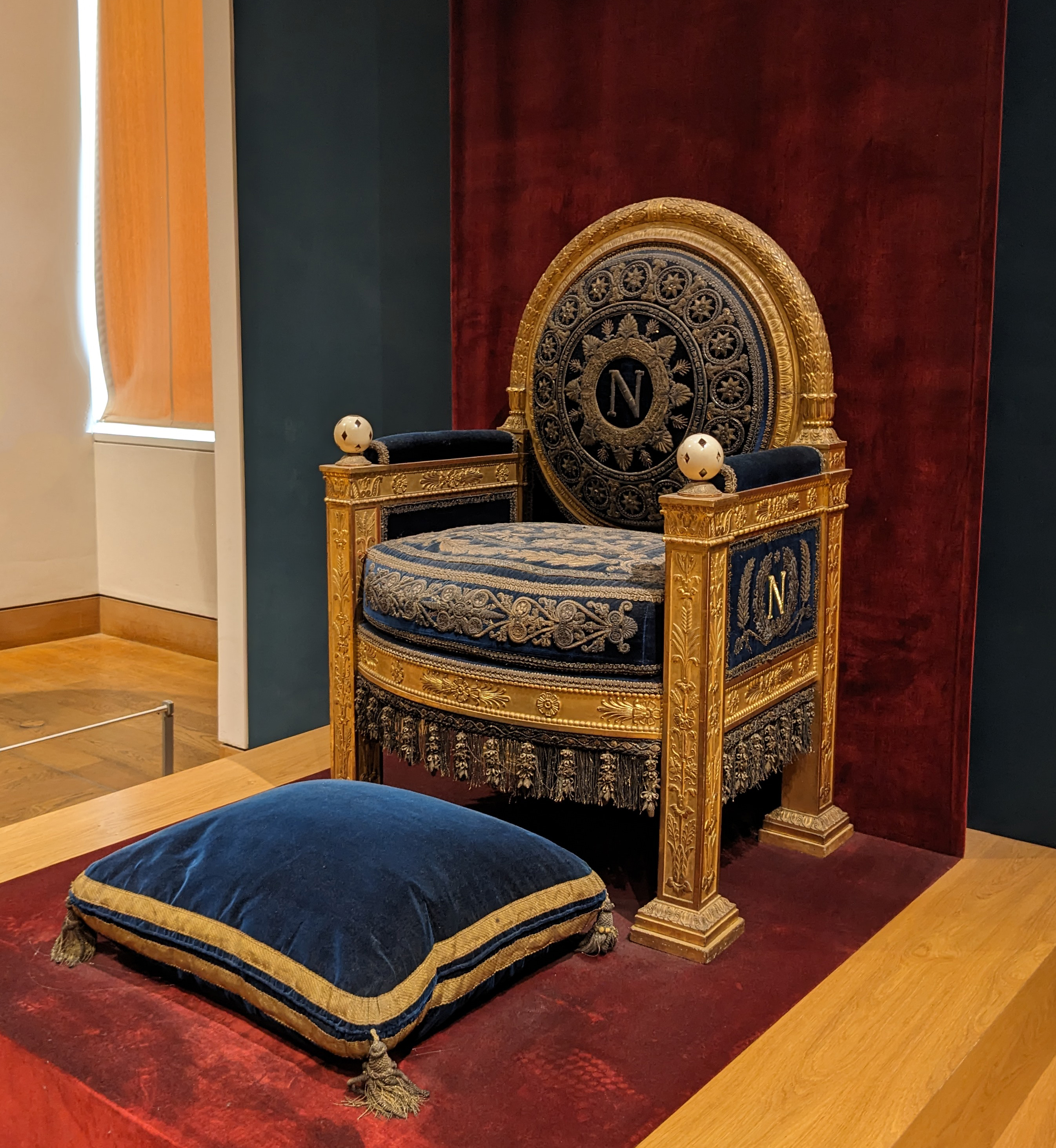
Trône de Napoléon Ier aux Tuileries, 1808, musée du Louvre
par Jacob Desmalter.

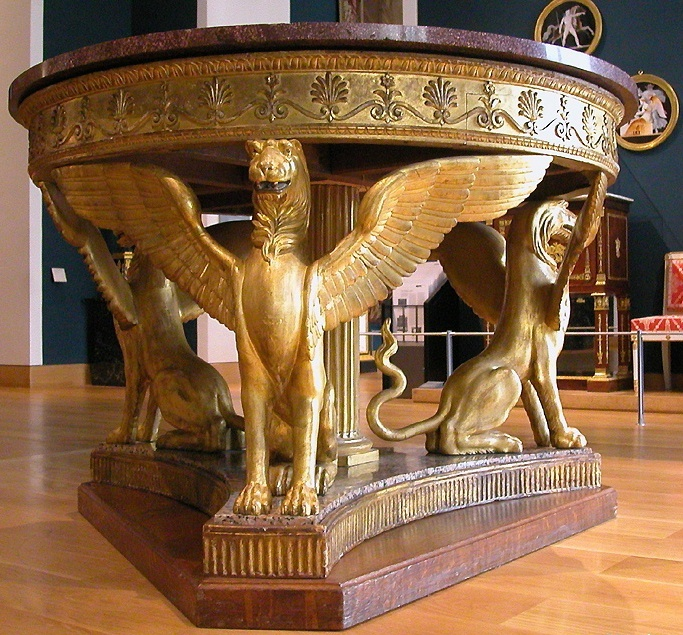
Table Empire exposée au Musée du Louvre.

## Styles précédents ou préexistants
Directoire : il s’inscrit dans le courant néo-classique européen, et annonce le style Empire, qui apparaît vers 1803.

## Contexte historique
Le style Empire est très nettement influencé par l'Empereur Napoléon Ier qui impose son goût pour les éléments massifs et imposants. Les campagnes militaires, notamment celle d'Égypte, inspirent certains décors. Les attributs guerriers foisonnent.
C'est aussi grâce à l'expansion de l'Empire que le style s'impose dans toute l'Europe.
À partir de 1806 et du blocus britannique, les ébénistes seront obligés d'abandonner des essences exotiques, et utiliseront le noyer, l'érable, le tilleul et le frêne.

« Les fauteuils, les consoles, les tables, tout le mobilier, qui était de style Empire, avait quelque chose d'imposant et de diplomatique. On se sentait là très-loin de la foule, et plus séparé d'elle que dans une forteresse. Gustave Flaubert, L'Éducation sentimentale »

Ce style se diffuse en Europe au gré des conquêtes napoléoniennes et à Venise c'est Giuseppe Borsato qui l'enseigne à l'Académie des beaux-arts de Venise.

## Esthétique

### Principales caractéristiques

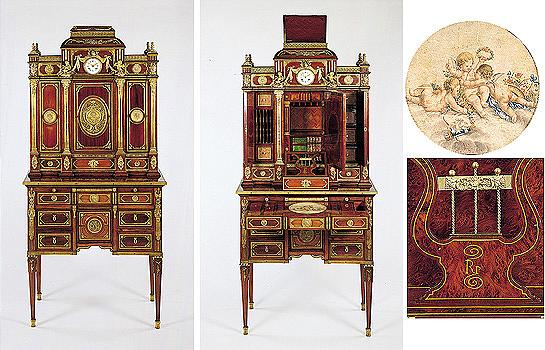
Style Empire héritier du style Directoire.

- Rigueur des lignes droites et scrupuleusement orthogonales ;
- Hiératisme de l'ensemble ;
- Prédominance de l'acajou ;
- Absence de marqueterie ;
- Décor de bronze en applique : couronnes de laurier, étoiles, palmettes, abeilles, nymphes dansantes ;
- Forme architecturale.

### Ornementation
- Matériaux : bronze, bois
- Motifs : sujets guerriers, romains, les sphinx, les sphinges, les "Renommées" (créatures porteuses d'ailes d'anges), les lions, les dauphins, les cygnes, les abeilles
- Tissus : satin, taffetas, moire, velours, cachemire, toile de Jouy
- Couleurs : jaune d'or, vert, cramoisi, violet, pourpre

## Mobilier

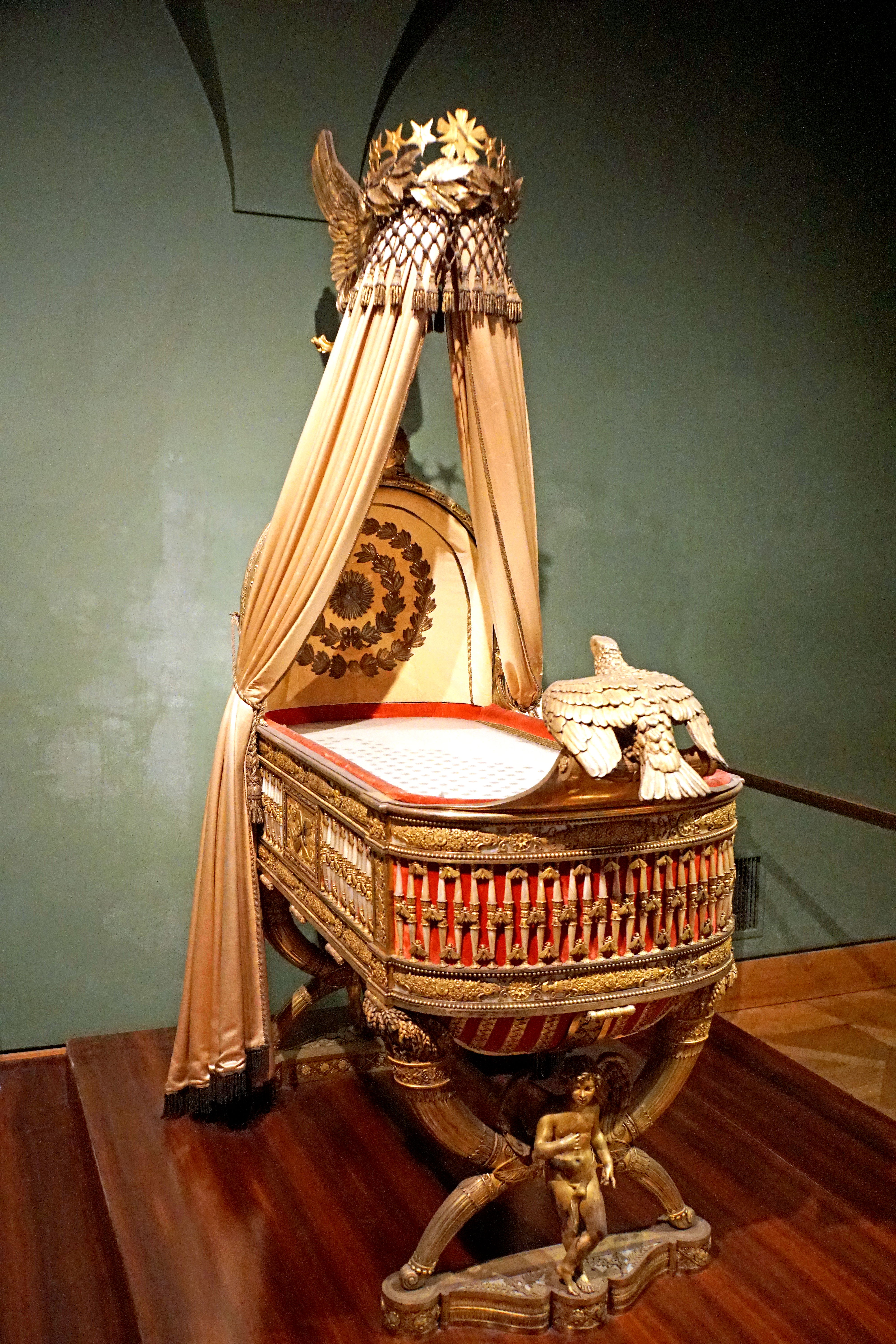
Berceau du Roi de Rome (fils de Napoléon Bonaparte).

Les intérieurs des meubles sont plus raffinés qu'au XVIIIe siècle.
Les montages à "queue d'aronde" sur chêne sont courants (surtout dans les châteaux).

### Meubles courants
Les caves à liqueurs commencent à se populariser, et font partie intégrante du trousseau du voyageur.

### Nouveaux meubles
Les lits en bateau ou en nacelle, le bureau Ministre, l'armoire à glace, la psyché, le guéridon tripode, les sièges massifs aux pieds raides se terminant en griffes de lion, les pieds postérieurs en "sabre".

## Matériaux
Le bois d'acajou est utilisé jusqu'en 1806.
L'Empereur décrète le blocus fermant le continent aux compagnies de transports britanniques.
Il recommande l'utilisation des bois indigènes : chêne, noyer, frêne, érable. 
- L'acajou (notamment de Cuba) est très répandu : il est utilisé en placage ou en massif ;
- À partir de 1806 et du blocus britannique, on utilisera le noyer, l'érable, le tilleul et le frêne ;
- Les ébénistes qui préfèrent travailler la veine du bois utiliseront la loupe d'orme, la racine d'if ou le thuya pour leurs effets décoratifs.

## Ébénistes représentatifs du style
- Georges Ier Jacob et son deuxième fils dont l'estampille est "Jacob D. rue Meslée"
- François-Honoré Jacob-Desmalter (1770-1841)
- Jean Joseph Chapuis (1765-1864) : disciple bruxellois de Jacob, meubla le château de Laeken en style Empire.

## Artistes

### Architecture
- Charles Percier (1764-1838)
- Pierre-François-Léonard Fontaine (1762-1853)

### Peinture
- Jacques-Louis David (1748-1825)
- François Gérard
- Antoine Jean Gros
- Anne-Louis Girodet
- Benjamin de Rolland

### Sculpture
- Antoine Denis Chaudet (1763-1810)
- Joseph Chinard (1756-1813)
- François-Frédéric Lemot (1771-1827)
- Pierre-Philippe Thomire, bronzier (1751-1843)

### Orfèvrerie
- Martin-Guillaume Biennais, orfèvre (1764-1843)
- Claude Galle, orfèvre bronzier (1759-1815)
- Jean-Baptiste Claude Odiot, orfèvre (1763-1850)